# Красная Речка (Пугачёвский район)
Красная Речка — село в Пугачёвском районе Саратовской области, административный центр сельского поселения Краснореченское муниципальное образование.

## Физико-географическая характеристика
Село находится в Заволжье, на реке Красной, среди крайних юго-восточных отрогов Каменного Сырта. Высота центра населённого пункта — 63 метра над уровнем моря. Почвы — чернозёмы южные.
Село расположено примерно в 17 км по прямой в северо-западном направлении от районного центра города Пугачёв. По автомобильным дорогам расстояние до районного центра составляет 21 км, до областного центра города Саратов — 250 км, до Самары — 200 км.
Часовой пояс
Красная Речка, как и вся Саратовская область, находится в часовой зоне МСК+1. Смещение применяемого времени относительно UTC составляет +4:00.

## Население
Динамика численности населения по годам:
| Годы      | 1859 | 1889 | 1897 | 1910 | 1926 | 2002 |
| --------- | ---- | ---- | ---- | ---- | ---- | ---- |
| Население | 599  | 985  | 900  | 1131 | 1089 | 734  |

| 2002 | 2010 |
| ---- | ---- |
| 734  | ↘574 |

Национальный состав
Согласно результатам переписи 2002 года русские составляли 86 % населения села.

## История
Основано в 1837 году. Согласно Списку населённых мест Российской империи по сведениям за 1859 год казённое село Красная Речка (оно же Шалаши) находилось по просёлочному тракту из города Николаевска в город Хвалынск и относилось к Николаевскому уезду Самарской губернии. В селе проживали 299 мужчин и 300 женщин, имелась православная церковь.
Согласно населённых мест Самарской губернии по сведениям за 1889 год Красная Речка относилось к Хлебновской волости Николаевского уезда. В селе проживало 985 жителей, русские, православные. Земельный надел составлял 4132 десятины удобной и 431 десятины неудобной земли, имелось церковь, 15 ветряных мельниц, земская школа. Согласно переписи 1897 года в селе проживало 900 человек, все православные
Согласно Списку населённых мест Самарской губернии 1910 года село населяли бывшие государственные крестьяне, преимущественно русские, православные, 585 мужчин и 546 женщин, в селе имелись церковь, церковно-приходская школа, 4 ветряные мельницы.
В 1924 году вместо приходской школы была открыта четырёхлетняя начальная. При советской власти в составе Надеждинской волости Пугачёвского уезда село стало центром Краснореченского сельсовета. В 1930 году из домов раскулаченных жителей было выстроено новое деревянное здание школы, которая в 1935 году стала семилетней. Церковь примерно в этот же период была закрыта и впоследствии разрушена.
На фронтах Великой Отечественной войны погибли 156 жителей. В 1961 году местная школа получила статус восьмилетней. В поздний советский период в Красной Речке размещалась центральная усадьба колхоза «Красный партизан». В конце 1980-х годов местная школа была преобразована в среднюю общеобразовательную.

## Связь
Сотовая связь и высокоскоростной мобильный интернет стандарта 4G/LTE.